# Чех, Адольф
Адольф Чех (чеш. Adolf Čech, настоящее имя Адольф Ян Антонин Tаусик, чеш. Adolf Jan Antonin Tausik; 11 декабря 1841, Прчице, Богемия, Австрийская империя — 27 декабря 1903, Прага, Австро-Венгрия) — чешский дирижёр, хормейстер, композитор.

## Биография
Родился в семье кантора. Младший брат — Карел. С детства пел в церковном хоре в Праге. Получил домашнее начальное музыкальное образование. Позже занимался музыкой под руководством Й. Крейчи и К. Ф. Пича.
Руководил рядом хоровых коллективов. С 1862 года был хормейстером, затем в 1864—1865 годах — вторым дирижёром Временного театра в Праге, иногда выступая в качестве певца, дирижёром немецкого оперного театра в Оломоуце (1865—1866), дирижёром (1868—1876) и главным дирижёром (1876—1900) оперной труппы Национального театра в Праге.
Особое место в репертуаре А. Чеха занимали произведения Б. Сметаны (руководил первой постановкой оперы «Либуше» в Вене а 1892 г.; первым исполнением симфонического цикла «Моя родина» (1882); циклом из всех опер А. Дворжака (1893, наивысшее достижение А. Чеха, как дирижёра — исполнение на венской театральной выставке оперы «Проданная невеста» Б. Сметаны (1892); с успехом поставил в Национальном театре оперы «Якобинец» (1889) и «Чёрт и Кача» (1899) А. Дворжака, «Мессинская невеста» (1884) и «Шарка» (1897) З. Фибиха, а также Р. Вагнера «Лоэнгрин» (1885).
В течение ряда лет А. Чех руководил популярными симфоническими концертами, организованными музыкальным обществом «Умелецка беседа», так называемыми Славянскими концертами в Праге и др.
А. Чех был первым исполнителем и пропагандистом многих новых произведений молодых чешских композиторов. Первым в Богемии начал исполнять произведения Ж. Оффенбаха («Разбойники», «Трапезундская принцесса», «Снежный шар», «Браконьеры», «Синяя Борода», «Прекрасная Елена»), И. Штрауса («Калиостро в Вене», «Летучая мышь», Р. Вагнера («Лоэнгрин», «Нюрнбергские мейстерзингеры»), две оперы Петра Ильича Чайковского.
Отличался живым артистическим темпераментом, особой тщательностью и добросовестностью в подготовке произведений к исполнению; однако трактовки А. Чеха не были оригинальны.
Автор 9 музыкальных пьес, ряда фортепианных сочинений, музыки к драматическим спектаклям, а также нескольких статей о дирижёрском искусстве и мемуаров.